# Діаграма Мінковського

Проста діаграма Мінковського, що зображує рух фотона, що проходить через початок кoординат (жовтим)

Діаграма Мінковського, також відома як просторово-часова діаграма - діаграма, розроблена в 1908 році Германом Мінковським, яка допомагає зобразити властивості простору-часу в спеціальній теорії відносності (СТВ) та рух частинок (тіл) в ньому, як масивних, так і безмасових. Вона дає якісне розуміння явищ, що виникають в СТВ, зокрема релятивістські уповільнення часу та укорочення без математичних рівнянь.
Діаграма Мінковського є двомірним рисунком, що зображує події, що відбуваються у Всесвіті, так, наче вони відбуваються у двомірному просторі-часі з одним просторовим та одним часовим виміром. На відміну від звичайного графіку руху, відстань відкладається по горизонтальній осі, а час, відповідно, — по вертикальній осі. Крім цього, часові та просторові одиниці вимірювання вибрані таким чином, щоб траєкторія об’єкту, що рухається з швидкістю світла зображувалась під кутом 45º до осей діаграми.
Таким чином, будь-який об’єкт, будь це спостерігач чи щось що рухається, малює на такій діаграмі певну лінію, що називається світовою лінією цього об’єкту. Кожна точка на діаграмі репрезентує певну позицію в часопросторі. Точки на діаграмі називають подіями, навіть якщо в той момент в цьому місці нічого не відбулось.